# Castiarina nanula
Castiarina nanula es una especie de escarabajo del género Castiarina, familia Buprestidae. Fue descrita científicamente por Kerremans en 1890.